# Hans-Werner Gessmann
Hans-Werner Gessmann (ur. 24 marca 1950 w Duisburgu, Nadrenia-Westfalia) – niemiecki psycholog, twórca Psychoterapeutycznego Instytutu Bergerhausen w Duisburgu.

## Życiorys
Doktoryzował się w 1976 pracą Przyczyny Dysleksji; w tym samym roku wprowadził praktykowanie psychodramy i hipnozy przy leczeniu zaburzeń seksualnych. Do jego pionierskich osiągnięć należy również wprowadzenie stosowania psychodramy w terapii dzieci. Rozwinięty przez Gesmanna kierunek psychodramy humanistycznej przyczynił się do międzynarodowej sławy prowadzonych przez niego seminariów.
Punktem ciężkości pracy Gessmanna stała się od roku 1979, wykreowana przez niego Psychodrama Humanistyczna, tworząca nową formę Psychodramy. Tym samym Psychodrama Humanistyczna stała się integralną częścią powstałej w 1960 roku Psychologii Humanistycznej. Gessmann umiejscowił kollektywne działanie i naturę człowieczą w centrum terapeutycznej etyki. Wiara, miłość, nadzieja oraz idea ludzkiej wspólnoty stały się sensem Humanistycznej Psychodramy.. Intuitywne sporzenie obejmujące całokształt sprawy, dialektyczne pojęcie polaryzacji, zaniechanie absolutnych autorytetów, zdobyły decydujący wpływ na obraz ludzi i ich życia. Cele i metody klasycznej psychodramy zostały tym samym na nowo ocenione i zdefiniowane. To daprowadziło do zasadniczej zmiany w praktykowaniu psychodramy.
W marcu 2011 H.W. Gessmann został dyrektorem Centrum Psychologii Klinicznej Uniwersytetu im. Niekrasowa w Kostromie, gdzie prowadzi prace badawcze i odpowiedzialny jest za kształcenie przyszłych psychoterapeutów. Równocześnie jako profesor Akademii Administracji Społecznej w Moskwie wykłada psychologię kliniczną i rozwojową oraz prowadzi zajęcia praktyczne z psychoterapii. W Niemczech pracuje nadal jako dyrektor Psychoterapeutycznego Instytutu Bergerhausen oraz Akademii Kształcenia Podyplomowego. Można go znaleźć na liście trzydziestu najbardziej wpływowych współcześnie pracujących psychologów na świecie.

## Wybrane publikacje
- Ċwiczenia do Testu z Psychologii dla Studentów Medycyny, Stomatologii i Weterynarii Jungjohann, Neckarsulm, 1981, 2. wydanie 1984
- Elementy Konstrukcji Psychoterapii Grupowej, tom 1. Jungjohann, Neckarsulm, 1984
- Elementy Konstrukcji Psychoterapii Grupowej, tom 2. Jungjohann, Neckarsulm, 1987
- Elementy Konstrukcji Psychoterapii Grupowej, tom 3. Jungjohann, Neckarsulm, 1990
- Ċwiczenia dla Studentów Medycyny, wyd. 3 poprawione, Jungjohann, Neckarsulm – Stuttgart, 1995
- Humanistyczna Psychodrama. Międzynarodowe Czasopismo Psychodramy Humanistycznej, czerwiec 1995, rok pierwszy, PIB, Duisburg
- Humanistyczna Psychodrama, tom 4, PIB, Duisburg, 1996
- Podręcznik Psychoterapii Systemowej, opracowanie rosyjskie: Oladova, Elena PIB, Duisburg, 2011
- Formy Psychoterapii – Wprowadzenie, rosyjskie opracowanie: Oladova, Elena, PIB Duisburg, 2011

## Filmy szkoleniowe
- "Otulona Smutkiem" – Leczenie Depresji poprzez Terapie Grupową, 1983
- "Kiedy Praca Uciska Żołądek " – Leczenie Zaburzenia Trudności w Pracy poprzez Terapię Grupową, 1986
- "Chcesz Wyzdrowieć ?" – wprowadzenie do Bibliodramy, PIB, Duisburg, 1994
- Gessmann/Hossbach: Peter Härtling – „Żałoba i Pocieszenie. Opracowanie tekstu literackiego przy pomocy metod scenicznych humanistycznej psychodramy, PIB, Duisburg, 2006
- Gessmann/Opdensteinen: Rainer Maria Rilke – „Pantera" Projekt teatralny Szkoły Przygotowawczej Parku Północnego w Kolonii: nauczanie przy pomocy metod psychodramy humanistycznej, PIB, Duisburg, 2008
- Metody Humanistycznej Psychodramy (digitalizowane nowe wydanie pracy z 1989 o leczeniu zaburzeń w pracy – wybrane metody Psychodramy Humanistycznej: Sceny Pierwszego Wywiadu: Sobowtór, Pomocnicze Ja, Wymiana Ról, Atom Socjalny, Sceny improwizowane ad hoc, Kreatywne Rozgrzewanie. PIB, Duisburg, 2008
- "Nie Było Już Szampana" (digitalizowane nowe wydanie dokumentalnego sprawozdania z roku 1989 o Leczeniu Zaburzenia w Pracy z pomocą Humanistycznej Psychodramy, PIB, 2008, wznow. 2009
- Gessmann/Romeik: Psalm 23 – On Jest Moim Pasterzem. Humanistyczna Psychodrama z biblijnym tekstem, PIB, Duisburg, 2009
- «Шампанское закончилось» Использование игры протагонистов гуманистической психодрамы в работе с нарушениями отношенийб. Издательство ПИБ Дуисбург, 2009
- Gessmann/Passmann: Krasnal w Lummerland. Humanistyczna Psychodrama z Dziećmi Przedszkolnymi PIB, Duisburg, 2009
- Gessmann/Vieten: Humanistyczna Psychodrama ze Starszymi i Starymi Ludźmi. Marienkloster 2009. Wydawnictwo Psychoterapeutycznego Instytutu Bergerhausen, Duisburg, 2009
- Dzieciństwo i Młodość w Czasach Narodowego Socjalizmu – Dokumentacja wywiadów prasowych przeprowadzonych w Państwowym Gimnazjum w Straelen. Wydawnictwo Psychoterapeutycznego Instytutu Bergerhausen, Duisburg, 2010
- „Dzisiaj gotuję, jutro warzę… – poruszająca historia”. Skoncentrowana na Protagoniście Psychodrama Humanistyczna oparta na śnie. Wydawnictwo Psychoterapeutycznego Instytutu Bergerhausen, Duisburg, 2011
- Metody Terapii Systemowej 1: Zastosowanie Drzewa Rodzinnego w różnych szkołach terapii systemowej. Wydawnictwo Psychoterapeutycznego Instytutu Bergerhausen, Duisburg, 2011
- Psychoterapia Dzieci. Dokumentacja początków terapii dzieci. Wydawnictwo Psychoterapeutycznego Instytutu Bergerhausen, Duisburg, 2011